# Deutsche Dan Akademie
Die Deutsche Dan Akademie e. V. (DDA) war ein vom Deutschen Karate Verband gegründeter Verein zur wissenschaftlichen Entwicklung, Forschung und Förderung von Trainingslehren, Trainingsmethoden und Prüfungsprogrammen, Aus- und Weiterbildung von Dan-Trägern im Bereich der Kampfkunst Karate.

## Geschichte
Die DDA wurde im Jahr 2008 gegründet. Die Grundsätze für die Arbeit der Deutschen Dan Akademie wurden von der Leitung der DDA und vom wissenschaftlichen Beirat der DDA am 30. Juni 2008 gemeinsam unter Berücksichtigung der Satzung der DDA festgelegt und beschlossen.
Mit einem Beschluss der Bundesversammlung der Deutschen Dan Akademie am 19. November 2016 wurde die Akademie als eigenständiger Verband aufgelöst und in den Deutschen Karate Verband überführt.

## Zielgruppe
Die DDA wandte sich mit ihrem breitensportspezifischen Aus- und Weiterbildungsangebot, das auf der Grundlage der Aus- und Weiterbildung des Deutschen Karate Verbandes basierte, ausschließlich an die Mitglieder und Dan-Träger des Deutschen Karate Verbandes. Lizenzen und Ausbildungen des DKV wurden in der DDA anerkannt und bildeten für verschiedene Ausbildungswege eine Voraussetzung.

## Ziele
Nach eigenen Angaben verfolgte die DDA die folgenden kommerziellen Ziele:
- Förderung des Images der Meistergrade – Dan-Träger sein heißt Vorbild sein
- Institution und Gemeinschaft der Dan-Träger des Deutschen Karate Verbandes e. V.
- Förderung und Vertiefung der wissenschaftlichen Forschung über die Kampfkunst Karate
- Konzentrierung des fachlichen und überfachlichen Wissens und Könnens der Mitglieder
- Pflege der Philosophie des Karate-Do

## Offizielle

### Das Präsidium
Präsident
Roland Hantzsche
Vizepräsidenten
Falk Neumann, Wolfgang Weigert
Schatzmeister
Egbert Bogdan

### Wissenschaftlicher Beirat
- Matthias von Saldern (Leitung)
- Winfried Banzer
- Axel Binhack
- Jürgen Fritzsche
- Efthimios Karamitsos
- Wolfram Mittelmeier
- René Peisert
- Wolfgang L. Schöllhorn
- Peter Trapski